# Ute Gewenigerová
Ute Gewenigerová, nepřechýleně Ute Geweniger (* 24. února 1964, Karl-Marx-Stadt) je bývalá východoněmecká plavkyně. Na olympijských hrách 1980 v Moskvě získala dvě zlaté medaile. Je též dvojnásobnou mistryní světa. Na mistrovství Evropy v plavání vyhrála čtyřikrát v polohovém závodě, čtyřikrát v prsařském a jednou v motýlkářském. Na Letních olympijských hrách 1984 nestartovala vinou východoněmeckého bojkotu, na soutěži Družba 84 vyhrála polohový závod na 200 m. Vytvořila světový rekord na 100 m prsa časem 1:08,51 a na 200 m polohový závod časem 2:11,73. Byla zvolena nejlepší světovou plavkyní roku 1983 a nejlepší evropskou plavkyní 1981 a 1983, nejlepší sportovkyní NDR roku 1981 a byl jí udělen Vlastenecký záslužný řád.
V roce 2005 přiznala dlouhodobé užívání dopingu. Po tomto oznámení jí byl dodatečně odebrán titul světové plavkyně roku.